# La hechicera (novela)
La Hechicera (del inglés: Outcast), El Paria o El Proscrito) es el cuarto libro de la sexalogía Las Crónicas de la prehistoria, de la escritora inglesa Michelle Paver.

## Argumento
Torak se enfrenta al mayor problema de su vida, el bosque descubre que tiene la marca de los devoradores de almas y lo declaran proscrito. Desterrado y perseguido -tal como Seshru, la hechizara de las Víboras, quería- camina solo a merced de ella. Renn es la única que cree que es inocente y lo intentan seguir para hablar con él, pero en el camino descubren la verdad del nacimiento de Renn.